# Pedaria cylindrica
Pedaria cylindrica là một loài bọ cánh cứng trong họ Bọ hung (Scarabaeidae).